# Claus Bratt Østergaard
Claus Bratt Østergaard (født 9. august 1943, død 24. januar 2023), søn af psykiater Anker Østergaard og psykoanalytiker Nancy Bratt, var en alsidig dansk oversætter og litteraturvidenskabelig forfatter. Han var cand.mag. i engelsk fra Aarhus Universitet. I 1974 blev han ansat på det daværende Aalborg Universitetscenter, først som adjunkt og siden som lektor, hvor han ved siden af sin undervisning drev litteraturforskning. Dette mundede ud i, at han i 1987, som den første i universitetets korte historie, blev dr. phil. med sin disputats om fransk og engelsk romanlitteratur fra omkring år 1800 og dens forhold til kønnet. Læsningen og analysen byggede bl.a. på Freud, Marx og Lacan. Romanforfatterne, han behandlede, er Henry Fielding, Daniel Defoe, Samuel Richardson, Diderot, Jane Austen og Emily Brontë.
Østergaard flyttede siden til København, hvor han underviste på Københavns Universitet. Siden slutningen af 1990'erne beskæftigede han sig med oversættelser fra engelsk og tysk af såvel skøn- som faglitteratur.
Han oversatte – og udgav ind imellem også – nogle af tysk filosofis hovedværker. Om Østergaards oversættelse af Hegels Åndens fænomenologi skrev Rune Lykkeberg i Information bl.a. "... Claus Bratt Østergaard har formået at gøre Hegel læselig og forståelig på dansk. De lange sætninger, de poetiske indfald og de rablende udfald er samlet i en tekst, der både respekterer originalen og går sit danske publikum i møde med åbne arme."

## Egne bøger
- Romanens tid. (Disputats). 1987
- Hvad er et navn? Shakespeare i Renæssancen. 1994
- In the Ambush of My Name: A Discussion of Measure for Measure (1996). Bidrag til festskrift for Donald W. Hannah.
- Kants Kritik af den Rene Fornuft. 2009
- Adam Smith: moralfilosof og økonom - et idéhistorisk essay. 2015 [2] ==

## Oversættelser
- John Lancaster: I gæld til nydelsen. 1996
- Michael Cordy: Mirakelgenet. 1998 (Genudgivet i 2005 som Messiaskoden)
- Immanuel Kant: Kritik af den rene fornuft. 2002
- Richard Flanagan: Goulds Bog om Fisk. 2004
- Georg Wilhelm Friedrich Hegel: Retsfilosofi. 2004
- Immanuel Kant: Kritik af dømmekraften. 2005
- G.W.F. Hegel: Åndens fænomenologi. 2005
- Patrick McGrath: Port Mungo. 2005
- Davis Grossman: Løvens Honning. 2006
- Klas Östergren: Gangsters. 2006
- Sam Harris: Brev til en kristen nation. 2007
- Immanuel Kant: Prolegomena til enhver fremtidig metafysik, der skal kunne fremtræde som videnskab. 2007
- Thomas Hobbes: Leviathan. 2009
- Denis Diderot: d'Alemberts Drøm. 2009
- David Hume: Undersøgelser. 2010
- Adam Smith: Nationernes velstand – en undersøgelse af dens væsen og årsager. 2013
- Adam Smith: Teorien om de moralske følelser. 2014

## Andet
- In the Ambush of My Name: A Discussion of Measure for Measure (1996). Bidrag til festskrift for Donald W. Hannah.
- Tankens magt. Idéhistorie. Medredaktør. 2006